# Mignaloux-Beauvoir
Mignaloux-Beauvoir település Franciaországban, Vienne megyében. Lakosainak száma 5224 fő (2022. január 1.). Mignaloux-Beauvoir Nieuil-l’Espoir, Nouaillé-Maupertuis, Poitiers, Saint-Benoît, Saint-Julien-l’Ars, Savigny-Lévescault és Sèvres-Anxaumont községekkel határos.

## Népesség
A település népességének változása:
| Lakosok száma | 4069 | 4236 | 4574 | 4577 | 4801 | 5026 | 5031 | 5176 | 5224 |
|               | 2013 | 2015 | 2016 | 2017 | 2018 | 2019 | 2020 | 2021 | 2022 |